# العلاقات البولندية اللاتفية
العلاقات البولندية اللاتفية هي العلاقات الثنائية التي تجمع بين بولندا ولاتفيا.

## مقارنة بين البلدين
هذه مقارنة عامة ومرجعية للدولتين:
| وجه المقارنة                                              | بولندا                                                                             | لاتفيا                                             |
| --------------------------------------------------------- | ---------------------------------------------------------------------------------- | -------------------------------------------------- |
| المساحة (كم2)                                             | 312.68 ألف                                                                         | 64.59 ألف                                          |
| عدد السكان (نسمة)                                         | 38.43 مليون                                                                        | 1.93 مليون                                         |
| الكثافة السكانية (ن./كم²)                                 | 122.91                                                                             | 29.88                                              |
| العاصمة                                                   | وارسو                                                                              | ريغا                                               |
| اللغة الرسمية                                             | اللغة البولندية                                                                    | اللغة اللاتفية                                     |
| العملة                                                    | زلوتي بولندي                                                                       | يورو، لاتس لاتفي، الروبل اللاتفي ‏، الروبل اللاتفي ‏ |
| الناتج المحلي الإجمالي (بليون دولار)                      | 524.51 مليار                                                                       | 30.26 مليار                                        |
| الناتج المحلي الإجمالي (تعادل القوة الشرائية) بليون دولار | 1.02 تريليون                                                                       | 49.24 مليار                                        |
| الناتج المحلي الإجمالي الاسمي للفرد دولار أمريكي          | 12.55 ألف                                                                          | 14.06 ألف                                          |
| الناتج المحلي الإجمالي للفرد دولار أمريكي                 | 26.14 ألف                                                                          | 23.55 ألف                                          |
| مؤشر التنمية البشرية                                      | 0.843                                                                              | 0.819                                              |
| رمز المكالمات الدولي                                      | +48                                                                                | +371                                               |
| رمز الإنترنت                                              | .pl                                                                                | .lv                                                |
| المنطقة الزمنية                                           | توقيت وسط أوروبا، ت ع م+01:00، ت ع م+02:00، أوروبا/وارسو ‏، توقيت وسط أوروبا الصيفي | ت ع م+02:00، ت ع م+03:00، أوروبا/ريغا ‏             |

## مدن متوأمة
في ما يلي قائمة باتفاقيات التوأمة بين مدن بولندية ولاتفية:
- ترتبط رادوم مع داوغافبيلس باتفاقية توأمة منذ 26 سبتمبر 1992.
- ترتبط بياويستوك مع يلغافا باتفاقية توأمة منذ 1994.[15][15][15][15]
- ترتبط ستارغارد زتسيسينسكي مع سالدوس باتفاقية توأمة.
- ترتبط البلنغ مع ليبايا باتفاقية توأمة منذ 1994.[16][16]
- ترتبط تشَيڤ مع آيزاكراوكل باتفاقية توأمة منذ 1990.
- ترتبط تشيستوخوفا مع ريزكني باتفاقية توأمة منذ 2007.
- ترتبط Białogard [الإنجليزية]‏ مع آكنيستي باتفاقية توأمة.
- ترتبط سووالكي مع ريزكني باتفاقية توأمة.
- ترتبط Maków, Łódź Voivodeship [الإنجليزية]‏ مع لودزا باتفاقية توأمة منذ 4 أغسطس 2012.
- ترتبط Dzierzgoń [الإنجليزية]‏ مع سالاسبليس باتفاقية توأمة.
- ترتبط كونين مع دوبل باتفاقية توأمة منذ 2003.[17][17]
- ترتبط وارسو مع ريغا باتفاقية توأمة منذ 1989.
- ترتبط Zduńska Wola [الإنجليزية]‏ مع فالميرا باتفاقية توأمة.
- ترتبط Czerwionka-Leszczyny [الإنجليزية]‏ مع جيكاببيلس باتفاقية توأمة.
- ترتبط Sokołów Podlaski [الإنجليزية]‏ مع جيكاببيلس باتفاقية توأمة.
- ترتبط خوينا مع سيغولدا باتفاقية توأمة.
- ترتبط غدينيا مع ليبايا باتفاقية توأمة منذ 1961.[18][19][20][21]
- ترتبط Rypin [الإنجليزية]‏ مع باساكا باتفاقية توأمة.

## منظمات دولية مشتركة
يشترك البلدان في عضوية مجموعة من المنظمات الدولية، منها:
| علم المنظمة | اسم المنظمة                             | تاريخ انضمام بولندا | تاريخ انضمام لاتفيا |
| ----------- | --------------------------------------- | ------------------- | ------------------- |
|             | الاتحاد الأوروبي                        | 1 مايو 2004         | 1 مايو 2004         |
|             | وكالة ضمان الاستثمار متعدد الأطراف      | 29 يونيو 1990       | 21 أغسطس 1998       |
|             | منظمة التعاون الاقتصادي والتنمية        | 22 نوفمبر 1996      | 16 يونيو 2016       |
|             | الأمم المتحدة                           | 24 أكتوبر 1945      | 17 سبتمبر 1991      |
|             | الفريق المعني برصد الأرض                | ?                   | ?                   |
|             | مركز تنسيق الحركة في أوروبا ‏            | ?                   | ?                   |
|             | منظمة حظر الأسلحة الكيميائية            | ?                   | ?                   |
|             | منظمة التجارة العالمية                  | 1 يوليو 1995        | 1999                |
|             | منظمة الشرطة الجنائية الدولية           | ?                   | ?                   |
|             | مجلس دول بحر البلطيق                    | ?                   | ?                   |
|             | منظمة الأمن والتعاون في أوروبا          | 25 يونيو 1973       | 10 سبتمبر 1991      |
|             | مؤسسة التنمية الدولية                   | 28 أكتوبر 1960      | 11 أغسطس 1992       |
|             | حلف شمال الأطلسي                        | 12 مارس 1999        | 29 مارس 2004        |
|             | يونسكو                                  | 6 نوفمبر 1946       | 9 يوليو 1951        |
|             | مجلس أوروبا                             | 26 نوفمبر 1991      | ?                   |
|             | الاتحاد البريدي العالمي                 | 1 مايو 1919         | ?                   |
|             | البنك الدولي للإنشاء والتعمير           | 27 يونيو 1986       | 11 أغسطس 1992       |
|             | اتفاقية السماوات المفتوحة               | ?                   | ?                   |
|             | المنظمة الهيدروغرافية الدولية           | ?                   | ?                   |
|             | الاتحاد الدولي للاتصالات                | 1921                | 11 ديسمبر 1921      |
|             | مؤسسة التمويل الدولية                   | 29 ديسمبر 1987      | 29 سبتمبر 1993      |
|             | المنظمة الأوروبية لسلامة الملاحة الجوية | 2004                | 2011                |
|             | مجموعة أستراليا                         | 1994                | 2004                |
|             | مجموعة الموردين النوويين                | ?                   | ?                   |

## أعلام
هذه قائمة لبعض الشخصيات التي تربطها علاقات بالبلدين:
- دينيس راكيلز (لاعب كرة قدم لاتفي، 20 أغسطس 1992[31] – )
- فالديس دومبروفسكيس (5 أغسطس 1971 – )

## وصلات خارجية
- موقع وزارة الخارجية البولندية
- موقع وزارة الخارجية اللاتفية